# Une Dubarry moderne
Pour plus de détails, voir Fiche technique et Distribution.
Une Dubarry moderne (Eine Dubarry von heute) est un film allemand réalisé par Alexander Korda, sorti en 1927.

## Synopsis
La jolie Toinette vit chez sa tante Julie, qui tient un hôtel. Un jour, Toinette est séduite par un client d'hôtel, Darius Kerbellan, qui la pousse presque au suicide. Elle est cependant sauvée par le peintre Sillon, qui présente Toinette à un couturier parisien et elle obtient un travail de mannequin. À Paris, elle rencontre dans la rue le roi Sandor d'Astorre, qui tombe aussitôt amoureux d'elle. Sandor a des problèmes politiques dans son pays d'origine, alors que son État est presque en faillite et que des insurgés mener par le général Padilla menacent sa position au pouvoir. Le roi cherche vainement un soutien financier auprès du riche Cornelius Corbett afin de s'armer pour la lutte contre Padilla.
Lorsque Cornelius Corbett rencontre le jeune couple, il tombe lui aussi amoureux de Toinette. La jeune fille ne veut cependant rien savoir de lui. Le milliardaire fait alors une offre à Sandor. Il l'aiderait financièrement à se sortir du pétrin mais Sandor doit lui laisser Toinette. Sandor refuse et retourne dans son pays natal avec Toinette. Corbett commence alors à financer le projet de coup d'État du général Padilla. La tentative de putsch de Padilla réussit et Sandor et Toinette sont emprisonnés. Le trône est perdu pour Sandor mais Corbett, rongé par le remords, permet au couple d'amoureux de quitter Astorra. 
Une nouvelle vie commence pour Toinette et Sandor.

## Fiche technique
- Titre original : Eine Dubarry von heute
- Titre français : Une Dubarry moderne
- Réalisation : Alexander Korda
- Scénario : Lajos Biró
- Photographie : Fritz Arno Wagner
- Musique : Werner R. Heymann
- Pays de production : Allemagne  République de Weimar
- Format : Noir et blanc - 1,33:1 - Film muet
- Genre : Drame
- Dates de sortie : 
  - Allemagne  République de Weimar : 24 janvier 1927
  - Royaume-Uni : 6 septembre 1927

## Distribution
- María Corda : Toinette
- Alfred Abel : Sillon
- Friedrich Kayßler : Cornelius Corbett
- Gyula Szöreghy : Padilla
- Jean Bradin : Roi Sandor
- Hans Albers : Amoureux de Toinette
- Alfred Gerasch : Graf Rabbatz
- Karl Platen : Diener
- Marlene Dietrich : Cocotte
- Hedwig Wangel : Rosalie
- Julia Serda : Tante Julie